# Algerischer Amateurfunkverband
Der Algerische Amateurfunkverband (französisch Amateurs Radio Algériens (ARA), arabisch جمعية هواة الراديو الجزائريين, DMG Ǧamʿiyyat Huwāt ar-Rādiyū al-Ǧazaʾiriyyīn, englisch Association of Algerian Radio Amateurs) ist die nationale Vereinigung der Funkamateure in Algerien.
Der Verband ist Mitglied der International Amateur Radio Union (IARU Region 1), der internationalen Vereinigung von Amateurfunkverbänden. Er vertritt dort die Interessen der Funkamateure des Landes.

## Geschichte

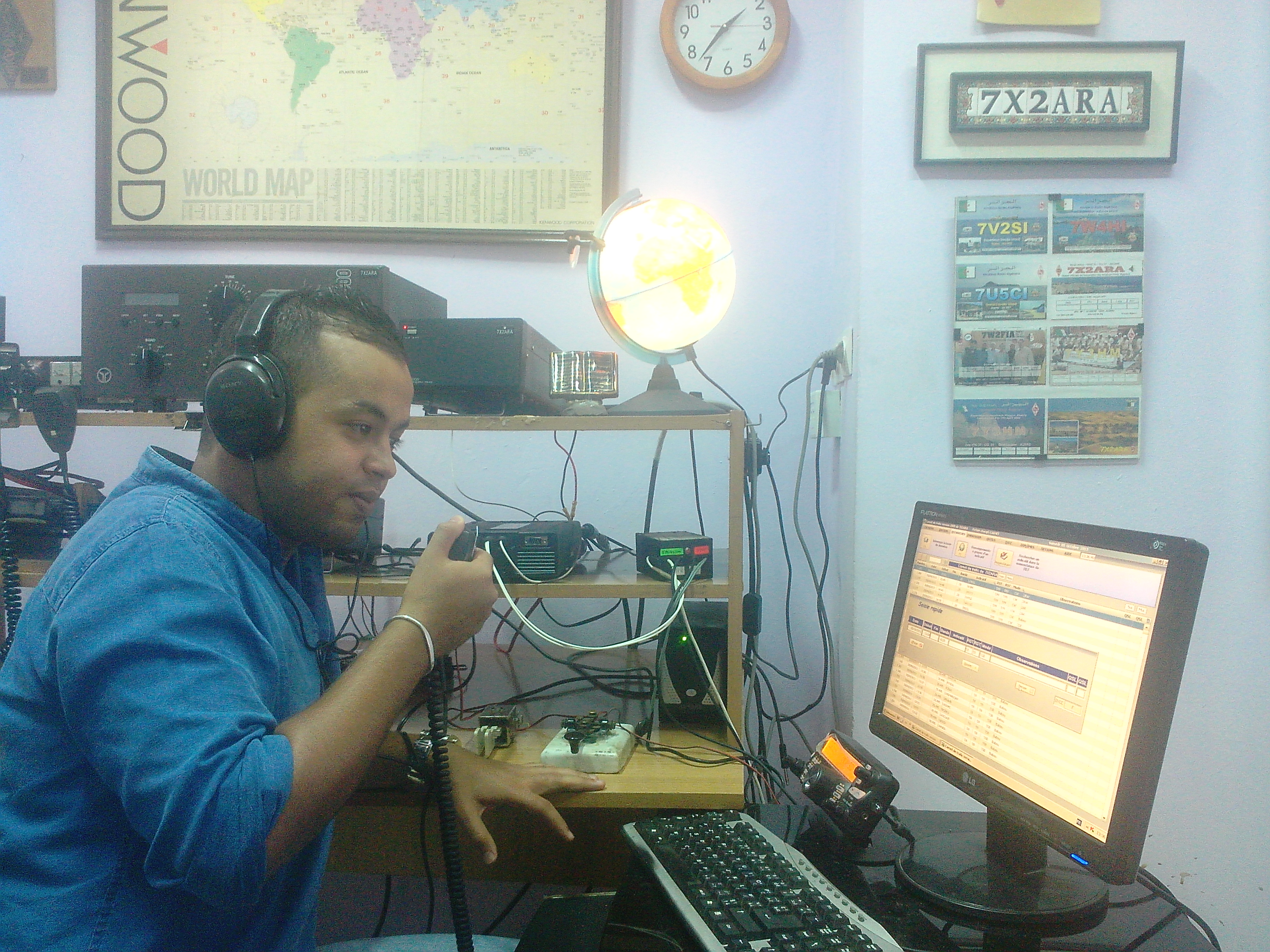
Ein algerischer Funkamateur sendet unter dem Rufzeichen 7X2ARA vom „Hauptquartier“ aus

Die Vereinigung algerischer Funkamateure wurde am 23. März 1963 unter dem Kürzel „A.R.A.“ (Amateurs Radio Algériens) gegründet. Es handelt sich um einen gemeinnützigen Verein zur Förderung von Kultur, Wissenschaft und Völkerverständigung. Zu den Gründungsmitgliedern gehört der inzwischen verstorbene und als erster Ehrenpräsident (1er Président d’honneur) verehrte Mohamed Yacoubi, 7X2SX.
Eine wichtige Aufgabe, die sich die Mitglieder selbst stellen, ist die tatkräftige Hilfe bei Naturkatastrophen, wie Erdbeben. Hierzu werden jedes Jahr auch Simulationsübungen durchgeführt. Der Verband betreibt ein QSL-Büro, das sich um die kostenlose Verteilung von QSL-Karten kümmert.
Die ARA wird von der Generalversammlung aller Mitglieder geleitet. Sie wählt den Verwaltungsrat, der seinerseits für einen Zeitraum von drei Jahren die Mitglieder des Präsidiums wählt. Das algerische Staatsgebiet wird in vier Regionen (régions) unterteilt, die wiederum in Sektionen (sections) gegliedert sind. Diese entsprechen in etwa den deutschen Ortsverbänden und dienen den Funkamateuren als identitätsstiftendes Merkmal und Ort der Zusammenkunft.